# 国際ヤード・ポンド
国際ヤード・ポンド（こくさいヤード・ポンド、英語: international yard and pound）は、1959年7月1日に6か国の間で署名された協定の対象であった2つのヤード・ポンド法の計量単位のことである。6か国とはアメリカ合衆国、イギリス、カナダ、オーストラリア、ニュージーランド、南アフリカである。この合意により、ヤードは正確に0.9144メートル、ポンドは正確に0.45359237キログラムと国際的に定義された。

## 歴史
1866年にアメリカ合衆国でメートル法の使用が法制化された。しかし、その当時のメートル法の定義は時代遅れで十分なものではなかったので、アメリカ議会はヤードとポンドに基づいてメートルとキログラムを定義した。1890年代までに、メートル法には十分な物理的な定義が整備され、状況が変化した。その結果、1893年のメンデンホール指令により、1866年の定義を廃止してヤードとポンドの方をメートルとキログラムにより定義した。
イギリスでは、1897年の度量衡法でメートル法を法制化する際に同様の状況になった。1898年、第411委員会の指令によりメートルとキログラムがヤードとポンドを元に定義された。この決定は後に覆され、1帝国ヤード＝36/39.370113メートルが事実上の定義となった。
1890年代にアルバート・マイケルソンが干渉法の実験を開始し、1903年、線形測定値の単位として光波を使うことの実現可能性を示した。1908年、2つの研究者のチーム（そのうち1つはマイケルソンが主導した）が光波を使用して国際メートル原器の長さを定義した。1927年、国際度量衡局は1908年の光波によるメートルの定義を補足的な標準に仮採用した。
1930年、英国規格協会(BSI)は、1927年の光波によるメートルの定義に基づいた、正確に25.4ミリメートルのインチの定義を採用した。アメリカ規格協会(ASA)も、1933年にそれに倣った。1935年までに16か国でこの「工業インチ」を採用した。
1946年に、英連邦科学会議は、正確に0.9144メートル（正確に36工業インチ）のヤードを英連邦中で採用するよう勧告した。1951年にカナダがこれを採用した。そして、1959年7月1日、アメリカ合衆国、イギリス、カナダ、オーストラリア、ニュージーランド、南アフリカは、同じ標準を使用することに同意する条約に調印した。
国際ポンドの値についてはポンド (質量)#常用ポンドの経緯を参照。
なお、このとき定義したのは長さのヤードと質量のポンドだけで、体積の単位の統一はされなかった。そのため、体積の単位はアメリカとイギリスで値が異なったままとなっている。

## 施行
アメリカでは、1959年7月1日付けで採用された。カナダは1951年に採用した。イギリスでは、1963年の度量衡法により全ての用途について国際ヤード・ポンドを使用することが定められ、1964年1月1日付けで発効した。オーストラリアでは、1961年の行政委任立法第142号で採用され、1964年1月1日付けで発効した。